# Milagro de Lengede

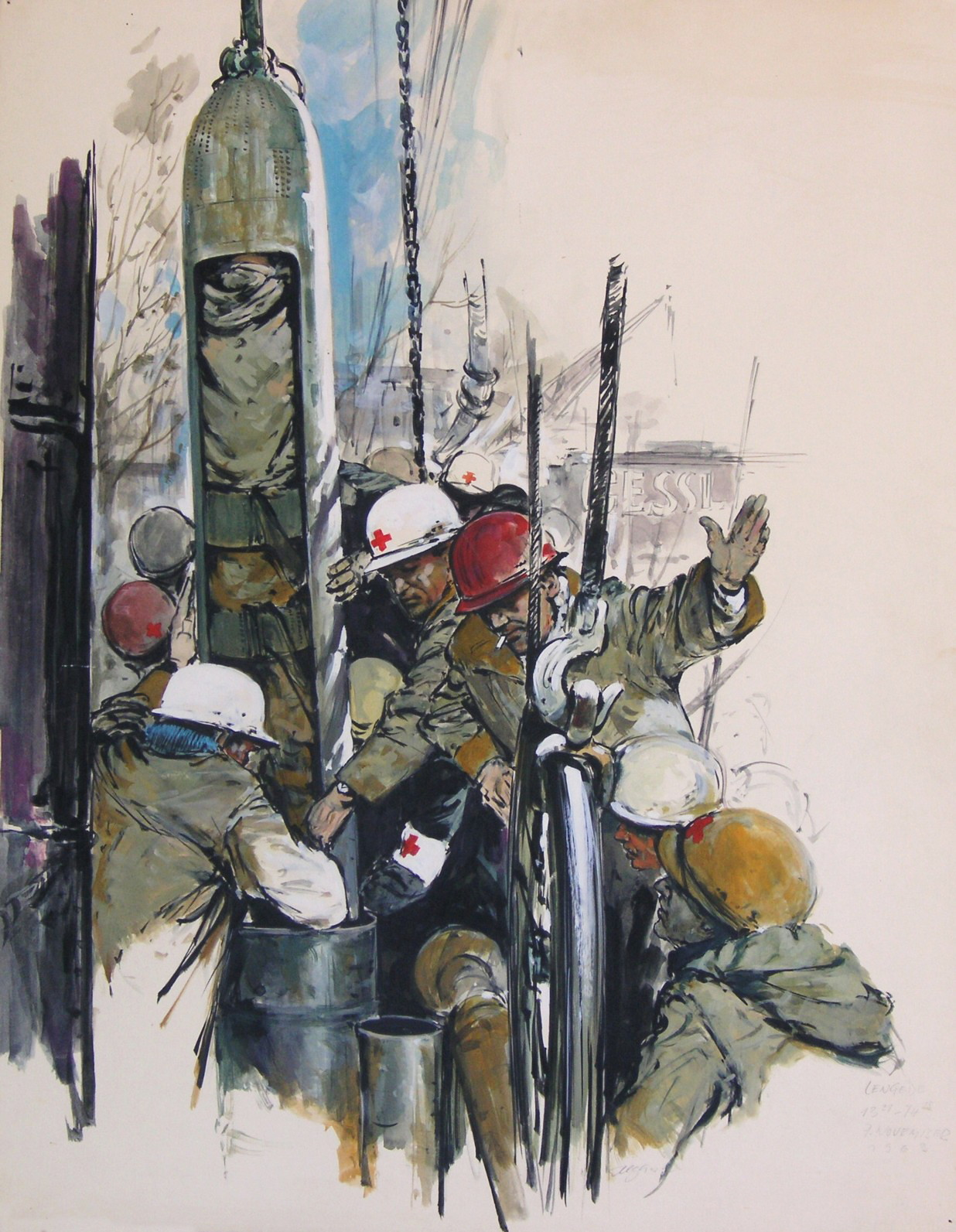
Wunder von Lengede, ilustración (1963) por Helmuth Ellgaard.

El 7 de noviembre de 1963, 11 mineros de la Alemania Occidental fueron rescatados desde una mina colapsada, en la que habían sobrevivido durante 14 días, evento que fue conocido como el Milagro de Lengede (alemán: Wunder von Lengede), que se caracterizó por llamar ampliamente la atención de la prensa internacional.

## Historia
Los mineros quedaron atrapados en el Alter Mann («hombre viejo» en alemán), un túnel abandonado en la mina de Lengede-Broistedt, cerca de Salzgitter, el 24 de octubre de 1963, después de que la mina se inundara con 500.000 m³ de barro provenientes de un estanque de sedimentación, cubriendo los túneles entre los 60 y 100 m bajo la superficie. 
De un total de 129 trabajadores presentes en la mina (128 mineros y un técnico), 79 lograron ponerse a salvo durante las primeras horas gracias a un pozo de seguridad, y aunque en primera instancia parecía que no había esperanza para los restantes 50 mineros, una de las misiones de rescate más grandes y dramáticas de la historia de la minería comenzó después de que se encontrara a otros 7 mineros a las 23 horas de ocurrida la catástrofe.
Los esfuerzos rindieron frutos: tres trabajadores más fueron encontrados con vida el 1 de noviembre, y dos días después se estableció contacto con otro grupo de 11 mineros, gracias a que por casualidad se hiciera un sondeo diagonal y no ortogonal. Tras unos días de perforación, este grupo fue rescatado el 7 de noviembre, tras permanecer dos semanas atrapados. Para ello se utilizó una cápsula de rescate llamada bomba Dahlbusch. Los 29 trabajadores restantes murieron, 19 en el desastre mismo, y 10 en la espera de rescate.
El desastre atrajo una considerable atención de los medios. El Canciller federal Ludwig Erhard visitó personalmente el lugar de la mina, y cerca de 450 periodistas estaban presentes en el momento del rescate.

## Lista de trabajadores rescatados

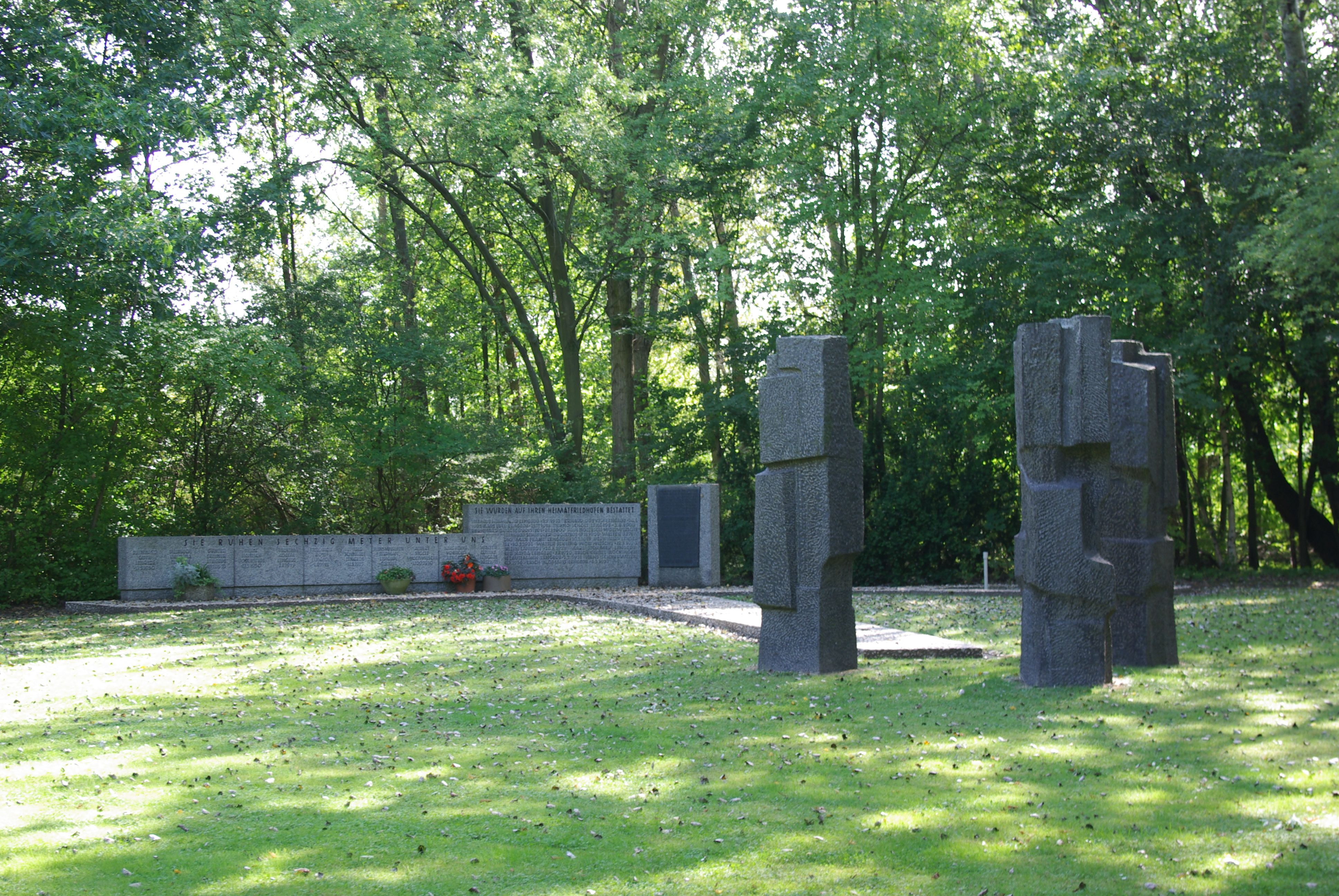
Memorial en el lugar del rescate.

Los trabajadores que formaban el grupo de los 11 rescatados el 7 de noviembre de 1963 fueron:
- Bernhard Wolter († 2003)
- Dieter Richey († 2007)
- Adolf Herbst
- Helmut Webranitz
- Johannes Sitter
- Heinz Kull
- Siegfried Ebeling († 2012)
- Rudolf Wiese
- Hermann Lübke († 1982)
- Fritz Bär
- Helmut Kendzia († 2011)